# Victoria Orphan
 (juin 2023).
Pour les articles homonymes, voir Orphan.
Victoria J. Orphan est une microbiologiste américaine du California Institute of Technology qui étudie les interactions entre les micro-organismes marins et leur environnement,. Depuis 2020, elle est Présidente du Centre des Interactions Microbiennes Environnementales.

## Éducation
Victoria J. Orphan obtient son diplôme de licence en biologie aquatique en 1994 et son doctorat en écologie, évolution et biologie marine en 2001 à l'université de Californie. Entre 2000 et 2004, elle est membre du Conseil National de Recherche (NRC) au Ames Research Center, avant de rejoindre la Faculté de Géobiologie de la California Institute of Technology.

## Carrière
Victoria J. Orphan est professeure de science environnementale et de géobiologie à l'Institut de Technologie de Californie. Elle est également chercheuse associée au Monterey Bay Aquarium Research Institute (MBARI) depuis 2009, puis au Center for Dark Energy Biosphere Investigations, un centre scientifique et technologique financé par la Fondation nationale pour la science et situé à l'université de Californie du Sud. Depuis 2020, elle est titulaire de la Allen V.C. Davis et Lenabelle Davis Leadership Chair au Centre des Interactions Microbiennes Environnementales.

## Apparition
Victoria Orphan apparaît dans le film documentaire The Most Unknown réalisé par Ian Cheney en 2018.